# Rothmannia capensis
Rothmannia capensis is een soort uit de sterbladigenfamilie (Rubiaceae). 
Het is een groenblijvend boom die een tot een hoogte van 10 tot 20 meter kan groeien. De schors op jongere takken is glad en grijsbruin, maar ruw, gebarsten en donkerder grijs op oudere stammen en takken. De boom heeft glanzende groene bladeren en roomwitte klokvormige bloemen die een sterke zoete geur hebben. Na de bloei volgen er gladde donkergroene bolvormige vruchten.
De soort komt voor in het zuidelijke deel van Afrika, in een gebied tussen Botswana en de Zuid-Afrikaanse provincie Limpopo in het noorden tot in de West-Kaap in het zuidwesten. De boom groeit in bossen, kloven en op rotsachtige bergruggen vanaf zeeniveau tot ongeveer op een hoogte van 1600 meter.